# 上天草市立松島中学校
上天草市立松島中学校（かみあまくさしりつ まつしまちゅうがっこう）は、熊本県上天草市松島町合津にある中学校。

## 沿革
- 2014年（平成26年）- 教良木中学校、今津中学校を統合し開校。
- 2018年  (平成31年）- 阿村中学校を統合
  - 校舎は旧今津中学校の校舎を継承。

## 学校周辺
- 国道324号